# Сваям-бгаґаван
Сваям Бгаґаван (IAST,svayam bhagavān IAST) Господь або ж Сам Господь) — поняття відноситься до концепції абсолютного монотеїстичного божества в індуїзмі. В ґаудія-вайшнавізмі використовується для означення Крішни і лише зрідка для інших форм Крішни або Вішну в рамках певних релігійних текстів.